# Жайремська селищна адміністрація
Жайре́мська селищна адміністрація (каз. Жайрем кенттік әкімдігі, рос. Жайремская поселковая администрация) — адміністративна одиниця у складі Каражальської міської адміністрації Улитауської області Казахстану. Адміністративний центр — селище Жайрем.
Населення — 9069 осіб (2021; 9382 у 2009, 9924 у 1999, 14579 у 1989).
Станом на 1989 рік існувала Жайремська селищна рада (смт Жайрем) у складі Джезказганської міської ради.